# Telmatoscopus collarti
Telmatoscopus collarti és una espècie d'insecte dípter pertanyent a la família dels psicòdids que es troba a Europa: Bèlgica.